# Sobrado de Dona Auta
O Sobrado de Dona Auta é uma construção do século XVIII localizada no Centro Histórico de Parnaíba, no estado do Piauí. Foi tombado pelo Fundação Cultural do Piauí (FUNDAC) por causa de sua importância cultural para a cidade de Parnaíba.

## Histórico
Foi construído no final do século XVIII. Apresenta arquitetura colonial assobradada com um mirante, a fachada principal apresenta beiral e seis janelas com varanda de ferro. O pavimento térreo já foi ocupado por estabelecimentos comerciais, e o primeiro andar era a residência de Dona Auta Castelo Branco, primeira esposa de Francisco José do Rego Castelo Branco. O pavimento superior é constituída por salas assoalhadas com tábuas corridas e largas, e as quatro primeiras salas são forradas.
Além de residência, foi sede da Capitania dos Portos, e depois do Banco do Brasil S.A. Também tiveram sede no sobrado, a Associação Comercial de Parnaíba em 1927, e o Grupo Escolar Miranda Osório de 1938 a 1967. Atualmente abriga o Instituto Histórico, Geográfico e Genealógico de Parnaíba (IHGGP).